# 11. Sicherungs-Division
Die 11. Sicherungs-Division war ein Großverband der deutschen Kriegsmarine im Zweiten Weltkrieg.

## Geschichte
Die Division wurde im Februar/März 1944 für Sicherungsaufgaben im Bereich der Adria und als Ergänzung zur im Januar 1944 aufgestellten Sicherungs-Lehr-Division aus der 11. Sicherungsflottille aufgestellt. Die Division unterstand dem Kommandierenden Admiral Adria, nach der Auflösung der Dienststelle des Kommandierenden Admiral Adria ab Dezember 1944 dem Deutschen Marinekommando Italien und später dem Marineoberkommando Süd. Das Stabshauptquartier lag im italienischen Triest.

## Kommandeure
- Fregattenkapitän/Kapitän zur See Walter Berger (Februar 1944 bis Februar 1945), später kommissarischer Befehlshaber der Seestreitkräfte der Nordsee der Bundesmarine
- Fregattenkapitän Friedrich-Karl Birnbaum (Februar 1945), ehemaliger Chef der 1. Geleitflottille und anschließend Chef der 9. Torpedoboot-Flottille
- Fregattenkapitän Wilhelm Ambrosius (März 1945 bis April 1945), u. a. ehemaliger U-Bootkommandant

## Gliederung
- 1. Geleitflottille[2], (erneut aufgestellt) ab März 1945 in die 9. Torpedoboot-Flottille integriert
- 2. Geleitflottille[2] (erneut aufgestellt) mit u. a. TA 48 und TA 20
- 2. U-Bootsjagdflottille (bis Ende 1944, dann in die 2. Geleitflottille integriert)
- 6. Räumbootsflottille
- 10. Landungsflottille, ab Dezember 1944
- 6. Transportflottille (aufgestellt im April 1944, später der Division unterstellt)
- 9. Torpedoboot-Flottille (im Februar 1945 aufgestellt, taktisch der Division unterstellt)